# Маркаров, Михаил Александрович
Михаил Александрович Маркаров (22 ноября 1976, Махачкала, Дагестанская АССР, СССР) — российский футболист и футбольный тренер. Сын футболиста Александра Маркарова.

## Клубная карьера
Воспитанник махачкалинского футбола, школы РСДЮШОР, в которой занимался футболом с 1986 года. В 1992 году в 15-летнем возрасте вместе со своим отцом Александром Маркаровым дебютировал за «Анжи» во Второй лиге, в том сезоне провёл два матча. Сезоны 1993 и 1994 годов выходил на поле со скамейки запасных, регулярно стал попадать в основной состав в 1995 году. 4 октября 1995 года в матче 1/16 финала Кубка России против «Спартак-Алании» на 112 минуте матча забил решающий гол, а в 1/8 финала против «Жемчужины» Сочи, отличился сам и отдал голевую передачу. В январе 1996 был приглашён в молодёжную сборную на Кубок чемпионов Содружеств, однако отказался и предпочёл полететь в Анталью на сбор «Анжи», на котором в товарищеском матче против «Шинника» получил тяжелейшую травму. В 1996 году сыграл лишь в одной игре, а клуб вышел в Первый дивизион. 23 мая 1997 года на 58-й минуте матча выйдя на замену в матче против «Нефтехимика» вместо Магомеда Адиева через 9 минут за умышленную грубость был удален с поля и дисквалифицирован на 5 матчей. 10 июля 1997 года в предпоследнем туре первого круга сделал хет-трик в домашней игре против клуба «ЦСК ВВС-Кристалл». В 1999 году вместе с «Анжи», за который в том сезоне провёл 23 матча из 42, добился повышения в классе, однако в высшем дивизионе так и не сыграл. В 2001 году перешёл в СКА Ростов-на-Дону. Забив 11 мячей в 27 играх, вместе с клубом вышел в первый дивизион. Летом того же года от главного тренера сборной Армении Варужана Сукиасяна получил предложение приехать в Ереван и стать игроком сборной накануне матчей против Уэльса и Украины, однако из-за травмы не смог этого сделать.. В 2003 году вместе с другим воспитанниками дагестанского футбола Ренатом Избулатовым выступал за «Видное». В 2004 году перешёл в астраханский «Волгарь-Газпром», отыграв за клуб полсезона перебрался в тольяттинскую «Ладу». Завершил профессиональную карьеру в «Спартаке» Щёлково.

## Тренерская карьера
В 2010 году был назначен тренером дублирующей команды «Анжи», где работал ассистентом Руслана Агаларова, в 2014 тренерский тандем перебрался в «Анжи-2». В начале января 2017 года покинул пост тренера молодёжной команды. Летом 2019 года вошёл в тренерский штаб Руслана Агаларова в ФК «Махачкала».

## Достижения

### Командные
«Анжи»
Победитель Первого дивизиона: (1)
- 1999